# Mobilize Limo
La Mobilize Limo è la prima autovettura elettrica prodotta dal 2022 da Mobilize, attraverso la joint venture JMEV, creata dal gruppo Renault insieme alla Jiangling Motors Corporation Group.

## Profilo e contesto
La vettura, annunciata nel settembre 2021, è stata presentata ufficialmente al Salone di Monaco nel settembre 2021, per poi venire introdotta sul mercato nella primavera 2022.
La vettura viene commercializzata come Mobilize, che è il marchio del gruppo Renault dedicata ai veicoli per il trasporto passeggeri riservato però solo agli autisti professionisti soprattutto tassisti o al noleggio a lungo termine da parte di società di car sharing, non venendo venduta ai privati.
La Mobilize Limo è disponibile solo ed esclusivamente con un unico propulsore elettrico, alimentato da una batteria agli ioni di litio posta sotto il pianale da 60 kWh, per un'autonomia stimata di circa 450 km. Il motore ha una potenza massima di 160 CV e sviluppa una coppia di 220 Nm; la velocità massima è autolimitata a 140 km/h, mentre l'accelerazione da 0 a 100 km/h viene coperta in 9,6 secondi.
Il primo lotto di circa 40 esemplari è stata acquisita a metà del 2022 dalla società di spagnola Cabify.